# آلولاکتوز
آلولاکتوز (به انگلیسی: Allolactose) با فرمول شیمیایی C۱۲H۲۲O۱۱ یک ترکیب شیمیایی با شناسه پاب‌کم ۶۴۵۴۹۰۲ است. که جرم مولی آن ۳۴۲٫۲۹۶ g/mol می‌باشد.
اتصال واحدهای گلوکز و گالاکتوز در آلولاکتوز ۶-۱ و در لاکتوز ۴-۱ میباشد.